# Лауфах
Лауфах (нім. Laufach) — громада в Німеччині, розташована в землі Баварія. Підпорядковується адміністративному округу Нижня Франконія. Входить до складу району Ашаффенбург.
Площа — 15,60 км2. Населення становить 5200 ос. (станом на 31 грудня 2020).